# Lohnweiler
 Lohnweiler là một đô thị thuộc huyện Kusel, bang Rheinland-Pfalz, phía tây nước Đức. Đô thị Lohnweiler có diện tích 4,91 km², dân số thời điểm ngày 31 tháng 12 năm 2006 là 467 người.